# Мейр из Исттауна
«Мейр из Исттауна» (англ. Mare of Easttown) — американский мини-сериал в жанре криминальной драмы, созданный Брэдом Ингелсби для телеканала HBO. Премьера состоялась 18 апреля 2021 года. Главная героиня в исполнении Кейт Уинслет — детектив полиции, которая расследует убийство в маленьком городке Исттаун в Пенсильвании. В других ролях снялись Джин Смарт, Джулианна Николсон, Энгаури Райс, Дэвид Денман, Гай Пирс, Эван Питерс, Джон Дуглас Томпсон. Режиссёром всех семи эпизодов стал Крейг Зобел.
Сериал удостоился всеобщего признания критиков, высоко оценивших сюжет, персонажей и актёрскую игру. Он получил 16 номинаций на 73-й церемонии вручения премий «Эмми», в том числе в категории «Лучший мини-сериал», и выиграл четыре награды, в том числе «Лучшая актриса в мини-сериале или фильме» (Уинслет), «Лучший актёр второго плана в мини-сериале или фильме» (Питерс) и «Лучшая актриса второго плана в мини-сериале или фильме» (Николсон).

## Сюжет
Действие сериала происходит в маленьком американском городке Исттаун (штат Пенсильвания). Детектив полиции Мейр Шиэн расследует убийство несовершеннолетней матери-одиночки и одновременно пытается спасти собственную жизнь от разрушения. Мейр — местная героиня, 25 лет назад ставшая звездой баскетбольного чемпионата среди старшеклассников. Уже год она пытается раскрыть дело другой пропавшей девушки, и это нераскрытое преступление заставляет многих в округе сомневаться в её детективных способностях. Среди личных проблем Мейр — развод, воспоминания о сыне, покончившем с собой, и конфликт с невесткой, страдающей героиновой зависимостью, которая борется за опеку над своим сыном и внуком Мейр.

## В ролях
Главные роли
- Кейт Уинслет — Мэриэнн (Мейр) Шиэн, сержант-детектив в Исттауне, штат Пенсильвания, которая расследует убийство одной молодой девушки и исчезновение другой.
- Джулианна Николсон — Лори Росс, лучшая подруга Мейр.
- Джин Смарт — Хелен Фэйхи, мать Мейр.
- Энгаури Райс — Шивон Шиэн, дочь Мейр.
- Дэвид Денман — Фрэнк Шиэн, бывший муж Мейр.
- Нил Хафф[англ.] — отец Дэн Хейстингс, двоюродный брат Мейр, католический священник и пастор церкви Святого Михаила.
- Гай Пирс — Ричард Райан, романист и преподаватель писательского искусства.
- Кейли Спейни — Эрин Макменамин, 17-летняя мать-одиночка, найденная убитой в ручье.
- Джон Дуглас Томпсон[англ.] — Картер, шеф местной полиции и начальник Мейр.
- Джо Типпетт[англ.] — Джон Росс, муж Лори.
- Эван Питерс — детектив Колин Зейбел, окружной детектив, прибывший на помощь Мейр.
- Сози Бейкон — Керри Лейден, наркозависимая мать Дрю, внука Мейр, и подруга её покойного сына Кевина.
- Джеймс Макардл — дьякон Марк Бёртон, католический дьякон, переведенный в церковь Святого Михаила после обвинений в сексуальных домогательствах в его предыдущем приходе.

Второстепенные роли
- Кейт Аррингтон — Фэй, невеста Фрэнка.
- Руби Круз — Джесс Райли, лучшая подруга Эрин.
- Эйса Дэвис — Гейл Грэм, психотерапевт Мейр.
- Саша Фролова — Мисси Сейгер, проститутка.
- Конни Джордано — Пэтти Дельрассо, мать Брианны.
- Энид Грэм — Дон Бейли, жительница Исттауна, чья дочь Кэйти пропала без вести более года назад.
- Дебора Хедвалл — Джуди Зейбел, матери Колина, с которой он живёт.
- Доминик Джонсон — Фредди Хэнлон, брат Бет, страдающий зависимостью от опиоидов.
- Кейтлин Хулахан — Кейти Бэйли, девушка, пропавшая без вести в Исттауне годом ранее.
- Иззи Кинг — Дрю Шиэн, внук Мейр, рождённый от её сына Кевина и его подруги Кэрри Лейден.
- Коди Костро — Кевин Шиэн, покойный сын Мейр, который покончил жизнь самоубийством за два года до событий сериала.
- Маккензи Лансинг — Брианна Дельрассо, девушка Дилана.
- Киа Маккирнан — Энн Харрис, диджей школьной радиостанции, где выступает группа Шивон.
- Кэсси Мандхенк — Мойра Росс, дочь Лори и Джона, страдающая синдромом Дауна.
- Кэмерон Манн — Райан Росс, сын Лори и Джона.
- Эрик Т. Миллер — Тони Дельрассо, отец Брианны, владелец ресторана.
- Джек Малхерн — Дилан Хинчи, бывший парень Эрин.
- Патрик Мёрни — Кенни Макменамин, отец Эрин, агрессивный алкоголик.
- Чинаса Огбуагу — Бет Хэнлон, сестра Фредди Хэнлона и близкая подруга Мейр и Дон.
- Дрю Шайд — Джефф Гейбхарт, один из друзей Шивон.
- Филлис Сомервиль — Бетти Кэрролл, пожилая жительница Исттауна.
- Робби Танн — Билли Росс, младший брат Джона и деверь Лори.
- Патрик Макдэйд — Глен Кэрролл, муж Бетти.
- Роза Арредондо — Тэмми, бывшая проститутка и подруга Мейр, которая работает информатором.
- Мадлен Вайнштейн — Бекка, подруга Шивон и любительница марихуаны.

## Список эпизодов
| № | Название                                                    | Режиссёр    | Автор сценария | Дата премьеры  | Зрители в США (млн) |
| --- | ----------------------------------------------------------- | ----------- | -------------- | -------------- | ------------------- |
| 1 | «Леди Ястреб собственной персоной» «Miss Lady Hawk Herself» | Крэйг Зобел | Брэд Ингелсби  | 18 апреля 2021 | 0,600               |
| В небольшом городке Исттаун детективу Мейр Шиэн приходится возобновить расследование дела об пропавшей год назад юной Кэти Бейли: мать девушки Дон жалуется в новостях на бездействие полиции. Фрэнк, бывший муж Мейр, снова женится. В один вечер происходят вечеринка по случаю помолвки Фрэнка, на которую приглашена вся семья Мейр (её мать Хелен, дочь-подросток Шивон и 4-летний внук Дрю) и праздник по случаю 25-летия победы на чемпионате штата местной баскетбольной команды, членом которой была Мейр. На праздновании юбилея Шиэн знакомится с Ричардом — писателем, который недавно поселился в Исстауне. Они занимаются сексом. Тем временем Эрин Макменамин, несовершеннолетняя мать-одиночка, живущая с жестоким отцом-алкоголиком Кенни, ссорится с отцом своего сына Диланом и его новой подружкой Брианной, которые приезжают забрать ребёнка на выходные. Позже Эрин обманом заманивают в лес, где Брианна избивает её на глазах у Дилана и других подростков. Шивон Шиэн замечает драку и спасает Эрин, которая в одиночестве уходит в лес. На следующее утро мёртвое тело Эрин, практически обнажённое и с большой раной на лбу, находят в местном ручье. |                                                             |             |                |                |                     |
| 2 | «Отцы» «Fathers»                                            | Крэйг Зобел | Брэд Ингелсби  | 25 апреля 2021 | 0,735               |
| Мейр узнаёт, что Эрин застрелили, и сообщает об этом Кенни, а тот обвиняет в убийстве Дилана. Вопреки желанию Мейр к расследованию убийства девушки и исчезновения Кэйти Бейли, которые могут быть связаны, привлекают молодого окружного детектива Колина Зейбела, недавно раскрывшего «глухое» дело. На допросе Дилан категорически отрицает свою причастность к гибели Эрин, но при этом умалчивает о важных деталях. Кенни, убитый горем, похищает Дилана и несколько раз стреляет в него. Видеозапись нападения Брианны на Эрин, сделанная на мобильный телефон, появляется в Интернете, и Мейр арестовывает Брианну на глазах у посетителей в ресторане, принадлежащем её семье. Мейр и Фрэнк беспокоятся, что Дрю мог унаследовать психическое заболевание, из-за которого его отец, их сын Кевин, покончил с собой два года назад. Мать Дрю Кэрри (бывшая наркоманка) заявляет, что будет добиваться полной опеки над ребёнком. Мейр принимает приглашение Ричарда на приём в честь 20-летия выхода его книги, но свидание проходит неудачно. Лучшая подруга Эрин Джесс сообщает подруге Мейр Лори, что настоящий отец Ди-Джея (ребенка Эрин) Фрэнк. |                                                             |             |                |                |                     |
| 3 | «Введите второй номер» «Enter Number Two»                   | Крэйг Зобел | Брэд Ингелсби  | 2 мая 2021     | 0,918               |
| Кенни признаётся, что стрелял в Дилана, но выясняется, что тот выжил. Фрэнк рассказывает Мейр, что помогал Эрин с покупкой детских вещей, но отрицает сексуальные отношения с ней и причастность к убийству. Мейр берёт образцы ДНК Фрэнка и Дилана для теста на отцовство. Судмедэксперт сообщает, что палец Эрин был оторван в результате выстрела и что нет никаких доказательств изнасилования. Палец позже находят в местном парке, а Мейр находит пулю в стволе дерева; это означает, что Эрин была убита именно в том месте, а её труп потом перевезли. Удалённость парка от леса, где Эрин видели в последний раз, говорит о том, что девушку отвезли в парк на машине: она не сама приехала туда на розовом велосипеде, который пропал. Судя по распечатке телефонных разговоров убитой, её последний звонок был сделан после ссоры с Брианной дьякону Марку Бёртону, который утверждает, что только выслушал девушку. Полиция не знает, что именно дьякон выбросил в реку велосипед Эрин. Ричард и пьяный Зейбел рассказывают Мейр о своих тяжелых разводах и семейном неблагополучии. Пытаясь помешать Кэрри получить опеку над Дрю, Мейр подбрасывает героин из хранилища улик в машину Кэрри, но шеф полиции Картер обнаруживает подлог и на время отстраняет Мейр от работы, приказывая ей заняться психотерапией. |                                                             |             |                |                |                     |
| 4 | «Бедный Сизиф» «Poor Sisyphus»                              | Крэйг Зобел | Брэд Ингелсби  | 9 мая 2021     | 1,049               |
| Зейбел берёт на себя руководство расследованием, но продолжает неофициально консультироваться с Мейр. Тесты на отцовство подтверждают, что ни Фрэнк, ни Дилан не являются отцами Ди-Джея. Ещё одна девушка из Исттауна, проститутка Мисси Сейгер, пропадает после нападения неизвестного. Джесс рассказывает Мейр, что у Эрин был секретный профиль на том же сайте эскорт-услуг, который использовала Мисси, но Эрин не могла заставить себя встречаться с клиентами. При обыске комода Эрин Мейр находит кулон в форме сердца с выгравированной датой. Зейбел узнаёт, что дьякон Марк был переведён в Исстаун после обвинений в неподобающем поведении с несовершеннолетней девочкой, и предупреждает Марка, что слухи о его прошлом распространятся по городу. Кэрри забирает Дрю на ночь, но вынуждена вернуть его Мейр, когда мальчик начинает скучать по дому. Мейр вспоминает, как Кевин и Кэрри жестоко издевались над ней и крали у неё деньги на наркотики. Шивон переживает по поводу Кевина и своей семьи; она намерена прекратить отношения с Беккой, чтобы встречаться с более взрослой и зрелой Энн. Ричард и Зейбел в один и тот же вечер приглашают Мейр на свидание. Дон Бэйли звонит неизвестный, утверждающий, что её дочь Кэти жива, и требует пять тысяч долларов за её возвращение. Однако на поверку это оказывается «разводом», организованным наркоманом Фредди, братом подруги Дон по имени Бет. Мисси Сейгер помещают в звуконепроницаемую комнату на чердаке таверны, где она обнаруживает, что Кейти Бэйли жива и тоже находится в плену. |                                                             |             |                |                |                     |
| 5 | «Иллюзии» «Illusions»                                       | Крэйг Зобел | Брэд Ингелсби  | 16 мая 2021    | 1,064               |
| Пожилая жительница Исттауна Бетти Кэрролл умирает от сердечного приступа за рулём автомобиля, который врезается в телефонный столб. На семейной встрече Мейр узнает, что Эрин некоторое время жила в доме своего двоюродного дяди Билли Росса — младшего брата мужа Лори Джона Росса. Лори подслушивает разговор Джона с их сыном Райаном о секрете, который те договорились хранить вместе. После приступа гнева Райана в школе Лори, основываясь на реакции сына, предполагает, что секрет — возобновление связи Джона с его бывшей любовницей, и мальчик это подтверждает. Брианна начинает подозревать Дилана, так как в ночь убийства Эрин тот куда-то исчез. Дилан и его друг встречаются с Джесс, чтобы забрать и сжечь дневники Эрин, но Джесс тайком прячет фотографию из одного дневника. Мейр идет на свидание с Зейбелом, но все идёт не по плану, так как она постоянно говорит о расследовании. Молодёжь избивает дьякона Марка после того, как по городу распространяются слухи о нём. Вернувшись в приход, Марк признаётся отцу Дэну, что виделся с Эрин в ночь её смерти и отвёз её в парк, но говорит, что не убивал. Мейр и Зейбел допрашивают проститутку, которую пытался похитить человек в синем фургоне. Зейбел признаётся Мейр, что на самом деле не раскрывал дело, сделавшее его карьеру, а использовал данные, полученные от частного детектива. Он целует Мейр. Зная часть номера машины похитителя, Мейр и Зейбел выслеживают преступника, мужчину по имени Уэйн Поттс. Кейти и Мисси стучат по трубе, чтобы дать полицейским знак. Поттс убивает Зейбела выстрелом в голову и ранит Мейр в руку. Безоружная Мейр бежит по дому, находит пистолет Зейбела и убивает Поттса. |                                                             |             |                |                |                     |
| 6 | «Болит, должно быть буря» «Sore Must Be the Storm»          | Крэйг Зобел | Брэд Ингелсби  | 23 мая 2021    | 1,210               |
| Кейти и Мисси возвращаются домой. Выясняется, что у Поттса есть алиби в ночь убийства Эрин, так что расследование продолжается; к нему возвращается Мейр. Полиция достаёт из реки велосипед Эрин и арестовывает дьякона Марка за сокрытие улик. Анализ найденной пули показывает, что она была выпущена из старого револьвера Colt Detective Special, который в 1980-х годах использовали полицейские, включая покойного отца Мейр. Брианна рассказывает Мейр, что Дилана не было дома в ночь убийства; тот во время допроса требует адвоката. Позже Дилан преследует Джесс и угрожает ей пистолетом, заявив, что, если она не замолчит, то кончит, как Эрин. Шивон заявляет Энн, что хочет остаться в Исттауне ради их отношений и не поступать в колледж, но та перестаёт отвечать на телефонные звонки. Шивон напивается и высказывает Мейр свою обиду за то, что та заставила её проведать Кевина и найти его повесившимся на чердаке. Мейр узнает, что на кулоне Эрин выгравирована дата семейного сбора Россов, на котором была и девушка; при этом кулон куплен кем-то по фамилии Росс. Старик Росс рассказывает своему старшему сыну Джону, что второй сын, Билли, в ночь гибели Эрин вернулся домой весь в крови. Джон вынуждает брата признаться в убийстве и рассказывает об этом Лори, добавив, что именно Билли отец Ди-Джея и что Эрин была убита из-за её угроз рассказать об инцесте. Джон просит Лори хранить тайну, но та всё рассказывает Мейр. Джон и Билли планируют последнюю рыбалку перед встречей с полицией, и Билли загружает ящик со снастями, в котором лежит пистолет. Мейр звонит шефу Картеру и сообщает, что она едет в рыбацкий домик, чтобы арестовать Билли за убийство. Джесс приходит в полицейский участок с фотографией, которую она взяла из дневника Эрин. Увидев фото, шеф Картер приказывает подчинённым немедленно связаться с Мейр. |                                                             |             |                |                |                     |
| 7 | «Причастие» «Sacrament»                                     | Крэйг Зобел | Брэд Ингелсби  | 30 мая 2021    | 1,520               |
| Выясняется, что на фото, оказавшемся в полиции, Эрин на фоне спящего Джона Росса. Джесс рассказывает, что хотела защитить репутацию подруги и что Дилан уничтожил дневники, чтобы его родители продолжали считать Ди-Джея своим внуком. Джон Росс решает убить Билли и инсценировать его самоубийство, но Мейр находит братьев, когда те борются в реке, и арестовывает обоих. Билли заявляет, что не убивал Эрин. Джон делает признание. По его словам, в ту ночь он пытался успокоить девушку, но она выхватила пистолет и случайно ранила себя; тогда Джон испугался и застрелил её, а потом вызвал Билли на помощь, увёз тело, выбросил оружие и поехал в бар, чтобы обеспечить себе алиби. Проходит какое-то время, суд признаёт Джона виновным в убийстве. Однако Мейр обращает внимание на то, что осуждённый не может вспомнить, каким был пистолет. К тому же бывшая любовница Джона заявляет, что уже пять лет с ним не встречается. Случайно Мейр узнаёт, что пистолет, принадлежащий мужу Бэтти Кэрролл, на время исчезал. Ключи от сарая, где он хранился, хозяин давал только одному человеку — 13-летнему Райану Россу, сыну Джона. Мейр задерживает подростка, и тот признаётся, что украл пистолет и встретился с Эрин, чтобы напугать её и заставить разорвать связь с его отцом. Девушка попыталась выхватить оружие, и Райан её застрелил. Мальчика отправляют в колонию для несовершеннолетних, Лори разрывает отношения с Мейр, виня её в случившемся. В финале происходит примирение. Шивон уезжает в университет Беркли, Ричард тоже покидает Исстаун, тепло простившись с Мейр. Дьякон Марк выходит из тюрьмы и произносит первую после долгого перерыва проповедь, которую слушают все жители города. Мейр впервые после самоубийства сына поднимается на чердак, где он повесился, чтобы принять случившееся и простить себя.                          |                                                             |             |                |                |                     |

## Производство и релиз
О начале работы над «Мейр из Исттауна» стало известно в январе 2019 года. Брэд Ингелсби стал сценаристом проекта, Гэвин О’Коннор — режиссёром, оба стали исполнительными продюсерами совместно с Кейт Уинслет, Полом Ли, Марком Ройбалом и Гордоном Грэем. В январе 2020 года Крэйг Зобел заменил О’Коннора на посту режиссёра из-за конфликта расписаний и стал исполнительным продюсером.
Главная роль с самого начала предназначалась Кейт Уинслет. В сентябре 2019 года роли получили Джулианна Николсон, Джин Смарт, Энгаури Райс, Эван Питерс, Кейли Спэни и Дэвид Денман, в октябре 2019 года — Джон Даглас Томпсон, Патрик Мёрни, Бен Майлз, Джеймс Макардл, Сози Бэйкон, Джо Типпетт и Нил Хафф.
В феврале 2021 года стало известно, что Гай Пирс занял место Майлза. В том же месяце кастинг прошли Маккензи Лансинг, Кейт Аррингтон, Руби Круз, Элиза Дэвис, Энид Грэм, Джастин Хертт-Данкли, Иззи Кинг, Джек Малхерн, Энтони Норман, Дрю Шейд и Мадлен Вайнштейн.
Премьера сериала состоялась 18 апреля 2021 года.

## Восприятие
Сериал был высоко оценён массовым зрителем. На агрегаторе отзывов Rotten Tomatoes он имеет рейтинг одобрения 93 %, основанный на 84 отзывах, со средним рейтингом 8/10. На Metacritic «Мейр из Исттауна» получила средневзвешенный балл 82 из 100, основанный на отзывах 39 критиков, что говорит о «всеобщем признании». Обозреватель The Hollywood Reporter дал сериалу в основном положительный отзыв, описав его как «неровный, но мастерски напряженный»; рецензия The New York Times скорее негативна. Многие критики отмечают, что детективная составляющая шоу вполне традиционна или даже состоит из хорошо знакомых зрителям жанровых клише, однако «Мейр из Исттауна» — это в первую очередь не криминальный сериал, а психологическая драма. Её сравнивают с «Твин Пиксом», «Манчестером у моря» и «Настоящим детективом».
Всеобщих похвал удостоилась актёрская работа Кейт Уинслет. Так, обозреватель Vox описывает её игру как «завораживающую»; Дороти Рабиновиц из Wall Street Journal отмечает, что «эффектное владение Уинслет ролью очевидно с самого начала»; Ричард Роупер из Chicago Sun-Times пишет об «одном из самых резонансных выступлений» в карьере актрисы. По словам Кэрин Джеймс из BBC, «жестокая, обычная героиня» Уинслет «великолепно реальна».
Особо отмечено убедительное воспроизведение одной из разновидностей филадельфийского диалекта английского языка, известной как «диалект Делко» (по названию округа Делавэр к западу от Филадельфии).

## Награды и номинации
| Награда                                               | Дата вручения       | Категория                                                                          | Номинанты и получатели | Результат | П.     |
| ----------------------------------------------------- | ------------------- | ---------------------------------------------------------------------------------- | --- | --------- | ------ |
| Телевизионная премия Gold Derby                       | 18 августа 2021     | Лучший мини-сериал                                                                 | «Мейр из Исттауна» | Номинация | [ 31 ] |
| Телевизионная премия Gold Derby                       | 18 августа 2021     | Лучшая актриса в мини-сериале или телефильме                                       | Кейт Уинслет | Победа    | [ 31 ] |
| Телевизионная премия Gold Derby                       | 18 августа 2021     | Лучший актёр второго плана в мини-сериале или телефильме                           | Эван Питерс | Победа    | [ 31 ] |
| Телевизионная премия Gold Derby                       | 18 августа 2021     | Лучшая актриса второго плана в мини-сериале или телефильме                         | Джулианна Николсон | Номинация | [ 31 ] |
| Телевизионная премия Gold Derby                       | 18 августа 2021     | Лучшая актриса второго плана в мини-сериале или телефильме                         | Джин Смарт | Номинация | [ 31 ] |
| Телевизионная премия Gold Derby                       | 18 августа 2021     | Актерский ансамбль года                                                            | Каст сериала «Мейр из Исттауна»                                                                                               | Номинация | [ 31 ] |
| Телевизионная премия Ассоциации голливудских критиков | 29 августа 2021     | Лучший мини-сериал, сериал-антология или телефильм                                 | «Мейр из Исттауна» | Победа    | [ 32 ] |
| Телевизионная премия Ассоциации голливудских критиков | 29 августа 2021     | Лучшая актриса в мини-сериале, сериале-антологии или телефильме                    | Кейт Уинслет | Номинация | [ 32 ] |
| Телевизионная премия Ассоциации голливудских критиков | 29 августа 2021     | Лучший актёр второго плана в мини-сериале, сериале-антологии или телефильме        | Эван Питерс | Победа    | [ 32 ] |
| Телевизионная премия Ассоциации голливудских критиков | 29 августа 2021     | Лучшая актриса второго плана в мини-сериале, сериале-антологии или телефильме      | Джулианна Николсон | Номинация | [ 32 ] |
| Телевизионная премия Ассоциации голливудских критиков | 29 августа 2021     | Лучшая актриса второго плана в мини-сериале, сериале-антологии или телефильме      | Джин Смарт | Номинация | [ 32 ] |
| Прайм-таймовая творческая премия «Эмми»               | 11—12 сентября 2021 | Лучший кастинг в мини-сериале, телефильме или спецвыпуске                          | Эйви Кауфман | Номинация | [ 33 ] |
| Прайм-таймовая творческая премия «Эмми»               | 11—12 сентября 2021 | Лучшая операторская работа в мини-сериале или телефильме                           | Ричардсон, Бен (за серию «Иллюзии»)                                                                                           | Номинация | [ 33 ] |
| Прайм-таймовая творческая премия «Эмми»               | 11—12 сентября 2021 | Лучшие современные костюмы                                                         | Меган Касперлик, Франсиско Столл, Тейлор Смит, Лаура Даунинг и Дженнифер Хринив (за серию «Леди Ястреб собственной персоной») | Номинация | [ 33 ] |
| Прайм-таймовая творческая премия «Эмми»               | 11—12 сентября 2021 | Лучшие современные прически                                                        | Шуника Терри, Лоуренс Дэвис, Лидия Бенаим и Ивана Приморак (за серию «Болит, должно быть буря»)                               | Номинация | [ 33 ] |
| Прайм-таймовая творческая премия «Эмми»               | 11—12 сентября 2021 | Лучший современный грим                                                            | Деби Янг, Сандра Линн, Нгози Оланду Янг и Рэйчел Гири (за серию «Болит, должно быть буря»)                                    | Номинация | [ 33 ] |
| Прайм-таймовая творческая премия «Эмми»               | 11—12 сентября 2021 | Лучший монтаж мини-сериала или телефильма                                          | Эми Э. Даддлстон и Наоми Санрайз Филорамо (за серию «Отцы»)                                                                   | Номинация | [ 33 ] |
| Прайм-таймовая творческая премия «Эмми»               | 11—12 сентября 2021 | Лучший монтаж мини-сериала или телефильма                                          | Эми Э. Даддлстон (за серию «Леди Ястреб собственной персоной»)                                                                | Номинация | [ 33 ] |
| Прайм-таймовая творческая премия «Эмми»               | 11—12 сентября 2021 | Лучшая работа художника-постановщика в современной программе (один час или дольше) | Кейт П. Каннингем, Джеймс Ф. Трусдейл и Эдвард Маклафлин                                                                      | Победа    | [ 33 ] |
| Прайм-таймовая творческая премия «Эмми»               | 11—12 сентября 2021 | Лучшее сведение звука для мини-сериала, телефильма или спецвыпуска                 | Джо ДеАнджелис, Крис Карпентер и Ричард Буллок (за серию «Болит, должно быть буря»)                                           | Номинация | [ 33 ] |
| Премия Ассоциации телевизионных критиков              | 15 сентября 2021    | Программа года                                                                     | «Мейр из Исттауна» | Номинация | [ 34 ] |
| Премия Ассоциации телевизионных критиков              | 15 сентября 2021    | Премия за достижения в мини-сериале или телефильме                                 | «Мейр из Исттауна» | Победа    | [ 34 ] |
| Премия Ассоциации телевизионных критиков              | 15 сентября 2021    | Лучший дебютный сериал                                                             | «Мейр из Исттауна» | Номинация | [ 34 ] |
| Премия Ассоциации телевизионных критиков              | 15 сентября 2021    | Индивидуальные достижения в драме                                                  | Кейт Уинслет | Номинация | [ 34 ] |
| Прайм-таймовая премия «Эмми»                          | 19 сентября 2021    | Лучший мини-сериал                                                                 | «Мейр из Исттауна» | Номинация | [ 35 ] |
| Прайм-таймовая премия «Эмми»                          | 19 сентября 2021    | Лучшая женская роль в мини-сериале или фильме                                      | Кейт Уинслет | Победа    | [ 35 ] |
| Прайм-таймовая премия «Эмми»                          | 19 сентября 2021    | Лучшая мужская роль второго плана в мини-сериале или фильме                        | Эван Питерс (за серию «Введите второй номер»)                                                                                 | Победа    | [ 35 ] |
| Прайм-таймовая премия «Эмми»                          | 19 сентября 2021    | Лучшая женская роль второго плана в мини-сериале или фильме                        | Джулианна Николсон (за серию «Причастие»)                                                                                     | Победа    | [ 35 ] |
| Прайм-таймовая премия «Эмми»                          | 19 сентября 2021    | Лучшая женская роль второго плана в мини-сериале или фильме                        | Джин Смарт (за серию «Причастие»)                                                                                             | Номинация | [ 35 ] |
| Прайм-таймовая премия «Эмми»                          | 19 сентября 2021    | Лучшая режиссура мини-сериала, фильма или драматической программы                  | Крэйг Зобел | Номинация | [ 35 ] |
| Прайм-таймовая премия «Эмми»                          | 19 сентября 2021    | Лучший сценарий мини-сериала, фильма или драматической программы                   | Брэд Ингелсби | Номинация | [ 35 ] |
| People's Choice Awards                                | 7 декабря 2021      | Самое успешное шоу года                                                            | «Мейр из Исттауна» | Номинация | [ 36 ] |
| Премия «Золотой глобус»                               | 9 января 2022       | Лучший мини-сериал или телефильм                                                   | «Мейр из Исттауна» | Номинация | [ 37 ] |
| Премия «Золотой глобус»                               | 9 января 2022       | Лучшая женская роль — мини-сериал или телефильм                                    | Кейт Уинслет | Победа    | [ 37 ] |
| Премия Гильдии киноактёров США                        | 27 февраля 2022     | Лучший каскадёрский ансамбль в телесериале                                         | «Мейр из Исттауна» | Номинация | [ 38 ] |
| Премия Гильдии киноактёров США                        | 27 февраля 2022     | Лучшая женская роль в телефильме или мини-сериале                                  | Кейт Уинслет | Победа    | [ 38 ] |
| Премия Гильдии киноактёров США                        | 27 февраля 2022     | Лучшая женская роль в телефильме или мини-сериале                                  | Джин Смарт | Номинация | [ 38 ] |
| Премия Гильдии киноактёров США                        | 27 февраля 2022     | Лучшая мужская роль в телефильме или мини-сериале                                  | Эван Питерс | Номинация | [ 38 ] |
| Премия Гильдии художников-постановщиков США           | 5 марта 2022        | Лучшая работа художника-постановщика в мини-сериале                                | Кейт П. Каннингэм | Номинация | [ 39 ] |
| Американский институт киноискусства                   | 11 марта 2022       | ТОП-10 сериалов года                                                               | «Мейр из Исттауна» | Победа    | [ 40 ] |
| Премия Гильдии режиссёров Америки                     | 12 марта 2022       | Лучший режиссёр мини-сериала или телевизионного фильма                             | Крейг Зобел | Номинация | [ 41 ] |
| Выбор телевизионных критиков                          | 13 марта 2022       | Лучший мини-сериал                                                                 | «Мейр из Исттауна» | Победа    | [ 42 ] |
| Выбор телевизионных критиков                          | 13 марта 2022       | Лучшая женская роль в мини-сериале или фильме                                      | Кейт Уинслет | Победа    | [ 42 ] |
| Выбор телевизионных критиков                          | 13 марта 2022       | Лучшая мужская роль второго плана в мини-сериале или фильме                        | Эван Питерс | Номинация | [ 42 ] |
| Выбор телевизионных критиков                          | 13 марта 2022       | Лучшая женская роль второго плана в мини-сериале или фильме                        | Джулианна Николсон | Номинация | [ 42 ] |
| Выбор телевизионных критиков                          | 13 марта 2022       | Лучшая женская роль второго плана в мини-сериале или фильме                        | Джин Смарт | Номинация | [ 42 ] |
| Премия Гильдии продюсеров США                         | 19 марта 2022       | Лучший продюсер мини-сериала                                                       | «Мейр из Исттауна» | Победа    | [ 43 ] |
| Премия «Спутник»                                      | 2 апреля 2022       | Лучший мини-сериал                                                                 | «Мейр из Исттауна» | Победа    | [ 44 ] |
| Премия «Спутник»                                      | 2 апреля 2022       | Лучшая актриса в мини-сериале или телефильме                                       | Кейт Уинслет | Победа    | [ 44 ] |
| Премия «Спутник»                                      | 2 апреля 2022       | Лучший актёр второго плана в сериале, в мини-сериале или телефильме                | Эван Питерс | Победа    | [ 44 ] |
| Премия «Спутник»                                      | 2 апреля 2022       | Лучшая актриса второго плана в сериале, мини-сериал или телефильме                 | Джулиана Николсон | Номинация | [ 44 ] |
| Премия «Спутник»                                      | 2 апреля 2022       | Лучшая актриса второго плана в сериале, мини-сериал или телефильме                 | Джин Смарт | Номинация | [ 44 ] |